# 凱爾·埃德蒙
凱爾·埃德蒙（Kyle Edmund，1995年1月8日—）是一位英國職業網球運動員。

## 家庭
凱爾生於南非約翰內斯堡。父親斯蒂文·埃德蒙（Steven Edmund）生於英國威爾斯，自小居於非洲津巴布韋，算是津巴布韋白人。母親是南非白人。

## 外部連結
- 凱爾·埃德蒙（英文/西班牙文）的官方資料
- 凱爾·埃德蒙的國際網球總會 職業／青少年 官方資料（英文）
- 凱爾·埃德蒙的官方資料（英文）